# Hannelore Wedemeyer

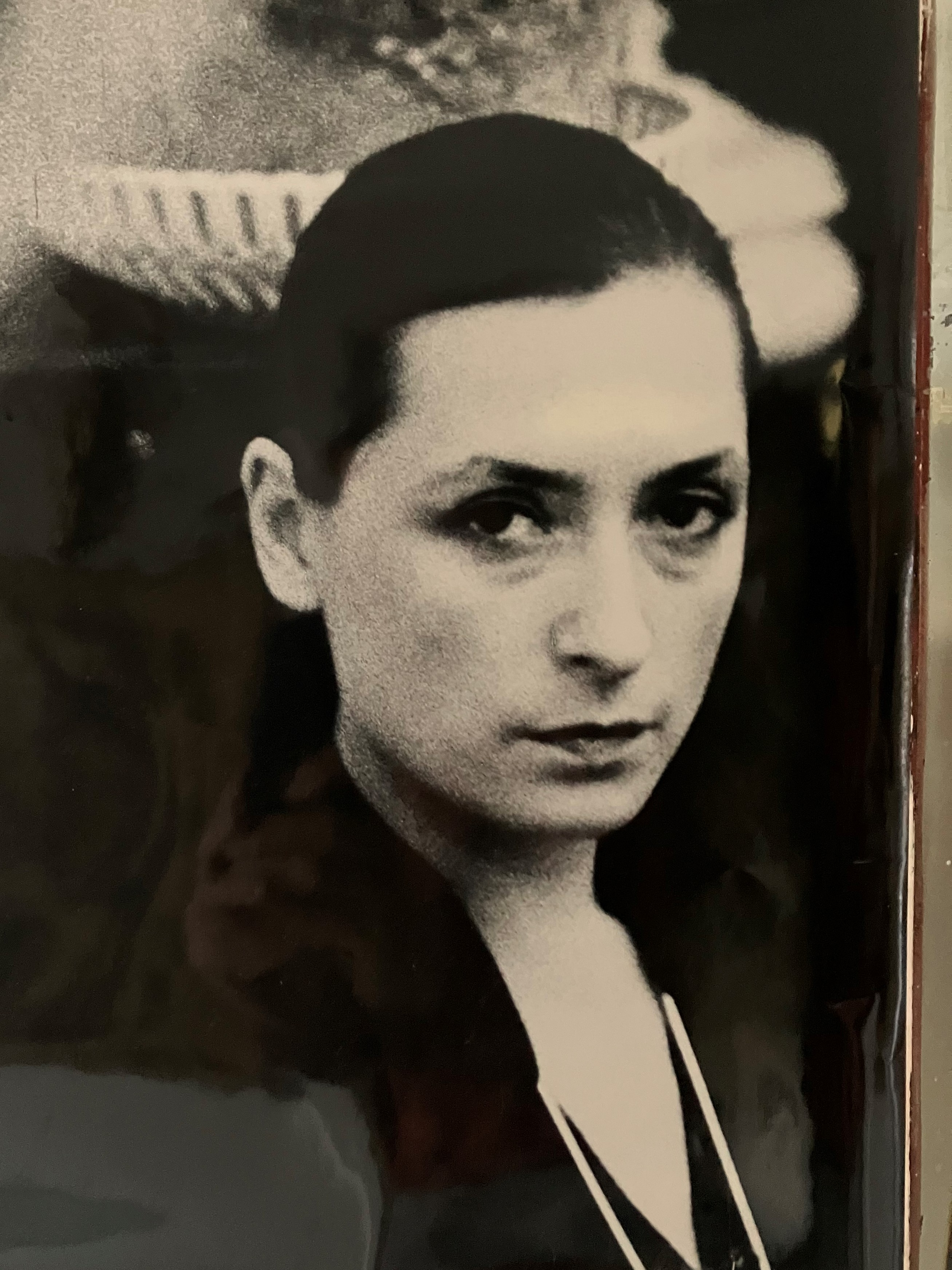

Hannelore Wedemeyer (* 11. Dezember 1941 in Berlin-Schöneberg) ist eine deutsche Modedesignerin und Kostümbildnerin.

## Leben und Werk
Hannelore Wedemeyer wuchs in Ost-Berlin auf. Ihr Vater, Erwin Wedemeyer, war Diplom-Ingenieur, Erfinder und Ehrendoktor der Technischen Universität Dresden; ihre Mutter, Karen Wedemeyer, war Hausfrau. Nach dem Abschluss der Oberschule mit Abitur in Berlin-Friedrichshagen absolvierte Hannelore Wedemeyer ein Praktikum im VEB (Volkseigener Betrieb) „Berliner Damenmoden“. Das Praktikum dauerte ein Jahr. Sie arbeitete nach kurzer Anlernzeit am Fließband im Schichtbetrieb und erwarb währenddessen einen Abschluss als Industrieschneiderin. Bereits vor dem Praktikum hatte sie die Aufnahmeprüfung an der Kunsthochschule Berlin-Weißensee bestanden. Sie studierte dort von 1961 bis 1966 Modedesign und schloss das Studium mit dem Diplom ab.
Ihre Diplomarbeit wurde im WTZ, dem Wissenschaftlich-Technischen Zentrum der VVB (Vereinigung Volkseigener Betriebe) Trikotagen und Strümpfe, Limbach-Oberfrohna, Zweigstelle Wäsche, gefertigt, wo sie nach Studienende ihre berufliche Laufbahn startete. Zu ihrem Aufgabenbereich als Modedesignerin gehörte die kreative Anleitung der Wäscheindustrie in der DDR. Nach einem halben Jahr wurde sie in das WTZ Obertrikotagen nach Apolda versetzt, wo sie Kollektionen für die Obertrikotagenindustrie der DDR verantwortete. Die Aufgabenstellung war so umfangreich, dass sie ein Entwurfsteam aufbaute, zu dem u. a. Eva Mücke gehörte.
1968 verließ Hannelore Wedemeyer das WTZ, um am Modeinstitut der DDR als Schuhdesignerin zu arbeiten. Nach kurzer Zeit wurde sie 1. Entwerfer der Abteilung Accessoires, Schuhe, Lederwaren, Hüte. 1972 wechselte sie die Abteilung und leitete den Bereich Damenoberbekleidung der Abteilung Konfektion. 1977 wurde Wedemeyer Chefdesignerin des Modeinstituts der DDR, eine neu geschaffene Position, in der sie sowohl konzeptionell als auch kreativ bis zur praktischen Realisierung von Kollektionen die Fachabteilungen begleitete.

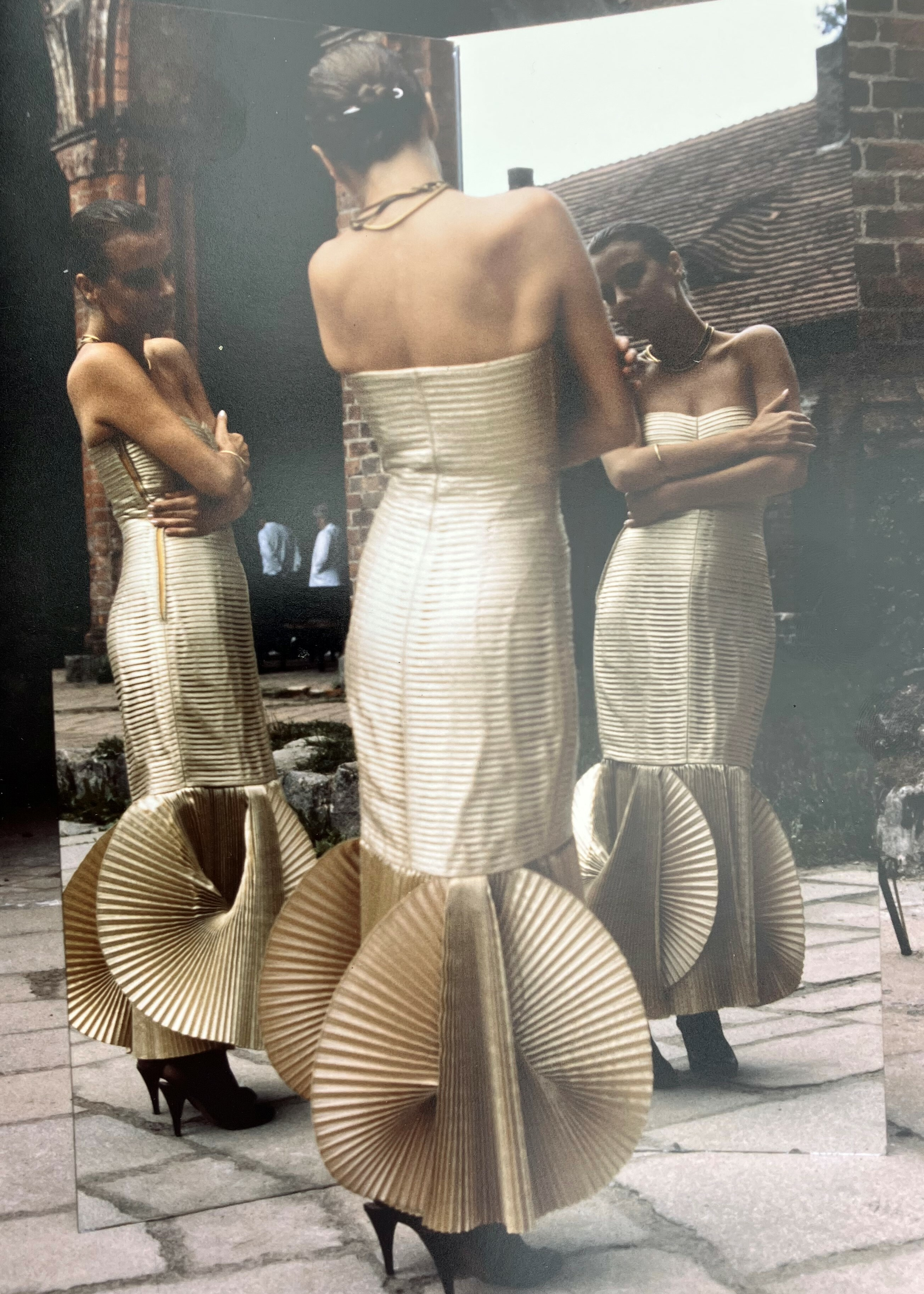
Wedemeyer: Goldkleid mit Plisseerändern. Foto: Ulrich Burkhardt 1985

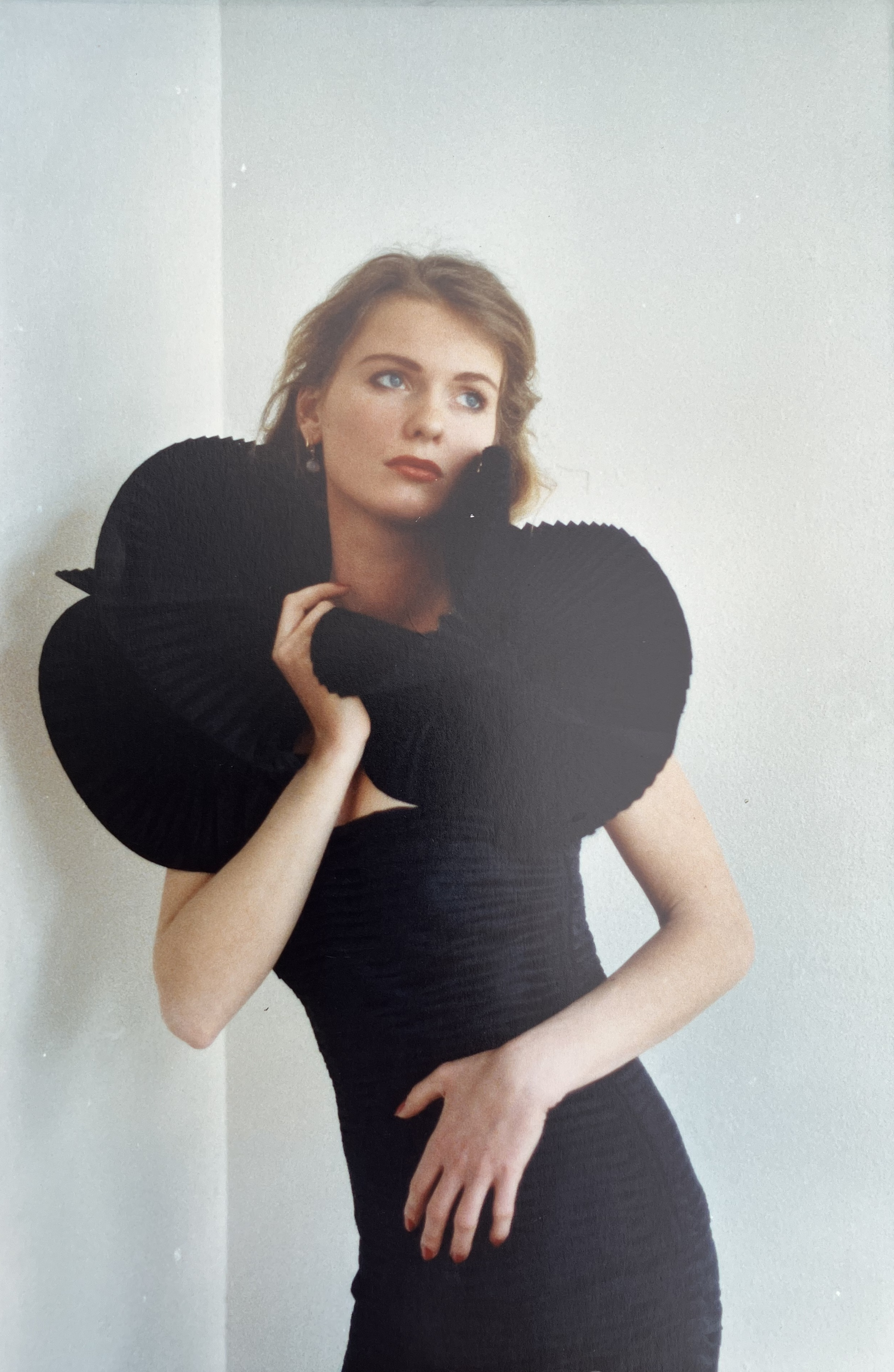
Wedemeyer: Grassimuseum. Foto: Sibylle Bergemann

Wedemeyer bekannte sich zur Mode als individueller Ausdrucksmöglichkeit statt zu wechselnden Modetrends, wie sie in einem Gespräch in der Zeitung Der Morgen sagte: „Nicht eine bestimmte Rocklänge ist entscheidend. Mode hat etwas mit Haltung zu tun. Sie ist ein Stück Kultur und soll Spaß machen.“ Sie selbst sprach sich gegen Modisches aus, und zeigte sich schon in den 1980er-Jahren konsumkritisch. „Das Konsumverhalten vieler Leute interessiert und erschreckt mich zugleich. Sie haben zu viele Kleider und kaufen dauernd neue dazu, ohne zu einem bestimmten Stil zu kommen.“
Nach fast 20 Jahren Tätigkeit als Designerin und in verantwortlicher Position verließ Wedemeyer im September 1987 aufgrund politischer Auseinandersetzungen mit der neu berufenen Leitung das Modeinstitut der DDR. Ihr wurde die Möglichkeit verwehrt, als Chefdesignerin ins westliche Ausland zu reisen und internationale Modemessen oder Modenschauen zu besuchen. Danach arbeitete Wedemeyer freischaffend als Modedesignerin in eigener Werkstatt, als Kostümbildnerin für die Staatsoper Unter den Linden und das Deutsche Theater Berlin sowie als Ausstatterin öffentlicher Räume.

## Künstlerische Arbeit
Bereits während der Zeit als angestellte Modedesignerin arbeitete Hannelore Wedemeyer nebenberuflich an eigenen Kollektionen. Als Mitglied im Verband Bildender Künstler der DDR (VBK) beteiligte sie sich an verschiedenen Einzel- und Gruppenausstellungen.
Im Modedesign entwickelte Hannelore Wedemeyer ein sogenanntes „Doppelplissee“, ihr textilgestalterisches Markenzeichen, das sie für bildkünstlerische Modeplastiken verwendete. Das Doppelplissee konnte durch Verschiebung modelliert werden, die Modelle kamen fast ohne Nähte aus. Diese künstlerischen Arbeiten waren meist aus chinesischer Spiegelseide gefertigt und untermauerten ihren Ruf, zu elitär für die sozialistische Mode zu sein.
1989 war Wedemeyer Mitglied der Sektion Formgestaltung-Kunsthandwerk im Verband Bildender Künstler und führte nach dem Ende der DDR den Verband Bildender Künstler als geschäftsführendes Vorstandsmitglied (Bildende und angewandte Sektionen).
1993 wurde sie Kostümdirektorin der Staatsoper Unter den Linden sowie des Deutschen Theaters Berlin und war in dieser Funktion bis zu ihrem Ruhestand im Jahr 2007 für zahlreiche Inszenierungen an beiden Häusern tätig. So war sie in der Inszenierung Die kahle Sängerin von Eugène Ionesco (Regie: Katja Paryla) gemeinsam mit Alfred Bernau für die Bühnenausstattung verantwortlich. Sie entwarf die Kostüme für die 1995 von Thomas Langhoff inszenierten Geschichten aus dem Wiener Wald von Ödön von Horváth in den Kammerspielen des Deutschen Theaters und für Hans Werner Henzes Reiselieder mit böhmischen Quinten mit dem Ballettensemble der Staatsoper Unter den Linden. Das Stück wurde im Rahmen der Schwetzinger SWR Festspiele 1997 uraufgeführt. 1998 gestaltete sie die Kostüme für die Inszenierung A Delicate Balance (Empfindliches Gleichgewicht) in der Regie von Friedo Solter.

## Ehrungen
- 1979 und 1981: Gutes Design

- 1985: Designpreis der DDR mit dem Kollektiv des Modeinstituts der DDR[10]

## Arbeiten in öffentlichen Sammlungen
- 1979: Märkisches Museum: Ankauf Hausbekleidung, Interieur
- 1982: Museum Pillnitz: Ankauf Elegantes Hauskleid
- 1983: Grassimuseum Leipzig: Ankauf Schwarzes Plisseeobjekt mit großen Plisseerädern
- 1985: Grassimuseum Leipzig: Ankauf Weißes Kleid mit großem Plisseeschweif
- 1990: Berlin Museum: Ankauf Schwarzes Plisseeobjekt Truthahn
- 2000: Kunstgewerbemuseum Berlin: Großes schwarzes Plisseekleid aus schwarzer chinesischer Spiegelseide mit Schulterallüre (getragen von Dagmar Manzel zum Liederabend im Deutschen Theater)
- 2007: Kunstgewerbemuseum Berlin: Weißes großes Plisseekleid mit Büstenrosetten aus französischer Spiegelseide
- 2008: Kunstgewerbemuseum Berlin: Großes Plisseekleid mit großen Plisseeädern am Saum aus Polyester

## Ausstellungen (unvollständig)
- 1977/1978: VIII. Kunstausstellung der DDR, Dresden, Tageskleid grau 1976[11]
- 1982/1983: IX. Kunstausstellung der DDR, Dresden, zwei Hauskleider mit Mantel, Mantel mit Strickmantelfutter[2]
- 1987: Maria Schade – Batik, Hannelore Wedemeyer – Kleider, Alfred Bernau – Keramik. Studio-Galerie Berlin.[12]
- 1987/1988: X. Kunstausstellung der DDR, Dresden, Objekt Kleid 1986/87[13]
- 1989: Modegrafikausstellung in der Studio-Galerie Strausberger Platz, Berlin
- 1991: Galerie Kunsthandwerk der Handwerkskammer zu Köln, Köln[14]
- 1991: Gerhild Freese, Ute Händler, Christina Renker, Hannelore Wedemeyer. Märkisches Museum, Ephraim-Palais, Berlin